# Матівці
Матівці або Матовце (словац. Matovce) — село в Словаччині, Свидницькому окрузі Пряшівського краю. Розташоване в північно-східній частині Словаччини в Низьких Бескидах в долині р. Радомки.
Уперше згадується у 1423 році.

## Пам'ятки
У селі є греко-католицька церква Різдва Пресвятої Богородиці з 1810-1819 років в стилі класицизму. З 1988 року національна культурна пам'ятка.

## Населення
| Рік:            | 1994. | 2004.   | 2014.   | 2024.   |
| --------------- | ----- | ------- | ------- | ------- |
| Кількість осіб: | 144   | 133     | 128     | 119     |
| Різниця:        |       | -7,63 % | -3,75 % | -7,03 % |

| Рік:            | 2023. | 2024. |
| --------------- | ----- | ----- |
| Кількість осіб: | 119   | 119   |
| Різниця:        |       | +0 %  |

В селі проживає 132 осіб.
Національний склад населення (за даними останнього перепису населення — 2001 року):
- словаки — 100,0%

Склад населення за приналежністю до релігії станом на 2001 рік:
- греко-католики — 72,66%,
- римо-католики — 20,86%,
- православні — 5,04%,
- протестанти — 1,44%.

## Люди
В селі народився Іванчо Іван Михайлович (1935—1994) — театральний режисер.